# Ioan Caioni
Ioan Caioni (în maghiară Kájoni János, latinizat Ioannes Caioni) (n. 8 martie 1629, Căianu Mic, județul Bistrița-Năsăud – d. 25 aprilie 1687, Lăzarea, județul Harghita) a fost un călugăr franciscan din Transilvania,  constructor și reparator de orgi, culegător de folclor, gânditor de anvergură renascentistă în plină epocă a Barocului.

## Originea și numele

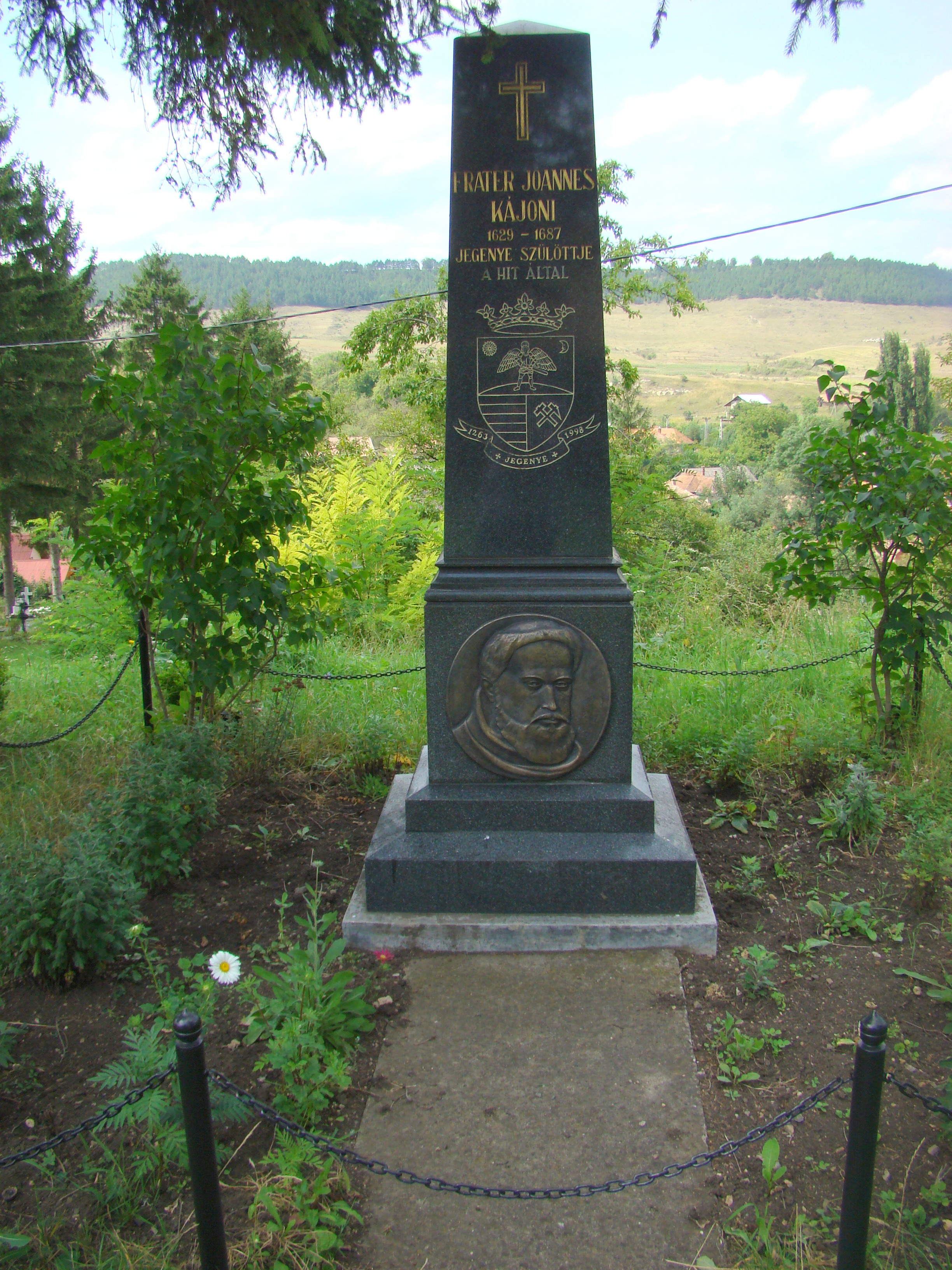
Monumentul ridicat în memoria călugărului Ioan Caioni în curtea bisericii romano-catolice din Leghia, județul Cluj

În legătură cu originea sa, Ion Caioni însuși notează: „Natus valachus sum” („M-am născut român”). Este și compozitor, în condițiile în care până relativ recent a fost considerat doar culegător de muzică. Caioni a avut o contribuție însemnată (dar nu unică) la întocmirea codicelui care îi poartă numele, Codex Caioni.
În privința variantelor numelui său, în epocă s-a folosit grafia cu inițiala „K”, astfel: Joannes Kajoni. În timp ce versiunea latinizată este cea mai răspândită astăzi între cercetătorii străini (Caioni), în România și Ungaria se folosesc îndeosebi variantele reconstituite la nivelul limbii actuale (neconfirmate în epocă): Ioan Caioni și Kájoni János.
Viața și activitatea
S-a născut în Căianu Mic din comitatul Solnoc-Dăbâca (devenit mai târziu județul Someș, astăzi județul Bistrița-Năsăud). A copilărit în Cluj și la Șumuleu Ciuc. Era de origine nobilă: mătușa lui, Judit, era soția lui István Rácz, căpitanul garnizoanei de Ciuc. Și-a început studiile la iezuiții din Cluj, continuându-le la franciscanii din Șumuleu Ciuc. Va fi adus la mănăstirea de aici de mătușa sa. În anul 1647 a depus jurământul monahal. Pentru a-și continua studiile, Caioni pleacă la Târnavia sau Sâmbăta Mare, azi în Slovacia, unde se axează pe științe muzicale. În 1655 a fost sfințit preot. A locuit la Călugăreni / Michaza (azi în județul Mureș) și Lăzarea (azi în județul Harghita).
Ioan Caioni a murit în data de 25 aprilie 1687, în localitatea Lăzarea, (în județul Harghita) . A fost înmormântat în cimitirul mănăstirii franciscane, într-o groapă neînsemnată, conform dorinței sale.

### Tipografia din Șumuleu Ciuc
În 1675 Caioni a fondat o tipografie la Șumuleu Ciuc, unde și-a tipărit propriile publicații, precum și manualele școlare necesare pentru școala franciscanilor din Șumuleu Ciuc. Motivele fondării tipografiei sunt descrise în Cantionale catolicum (lucrarea aflată astăzi la Muzeul Național de Istorie a Transilvaniei din Cluj), astfel:
„Am vrut să-mi slujesc draga mea țară și să dau posibilitate cu munca mea să se aducă laude necontenite lui Dumnezeu și din partea altora.”—Ioan Caioni – Cantionale Catolicum''
Lucrarea s-a bucurat de apreciere mare, așa încât a fost retipărită de trei ori (în 1719, 1805 și 1806).
Tipografia fondată de Caioni s-a dovedit a fi avut mare însemnătate pentru catolicii din Ținutul Secuiesc și Moldova. Prima carte tipărită aici a fost „Cantionale catholicum” (1676). După trei ani, se primește aprobarea pentru tipărirea manualelor școlare. Un preot de rang înalt din Polonia va lăuda manualele tipărite sub îndrumarea lui Caioni. Mai târziu, în timpul Revoluției din 1848 s-a tipărit tot aici „Hadi lap” („Foaia oștirii”) și un număr de proclamații revoluționare (exemplare ale acestora pot fi văzute la muzeul amintit din Cluj).

## Lucrări

### Codex Caioni
Caioni a primit în 1652 o culegere realizată de profesorul său, Mátyás Seregély (adică, Matei din Șerdei)  , ca premiu pentru buna învățătură. Caioni o primește sub formă incompletă și va prelua sarcina adăugirii ei, activitate pe care o continuă până în 1671, la Lăzarea.
Codex Caioni cuprinde 346 de piese foarte variate, reflectând pe deplin interesele muzicale ale epocii (îndeosebi pe cele ale lumii orășenești). Pe lângă câteva dansuri transilvane (de interes pentru folcloriștii de mai târziu) și un număr mic de bucăți compuse de Caioni însuși, marea majoritate a pieselor notate în codice aparțin unor compozitori vestici de madrigale, motete, arii, dar și de piese instrumentale.
Ansamblul muzical XVIII-21 Le Baroque Nomade Arhivat în 17 decembrie 2014, la Wayback Machine., condus de Jean-Christophe Frisch, a editat în 2008 un CD Codex Caioni (Arion), interpretând o selecție de opere compilate în codex.

### Alte lucrări
- Cantus Catolici (1676) - colecție de cântece bisericești
- Organo Missale - litanii, slujbe, antifonii și alte cântece bisericești
- Sacri Concentus - colecție de cântece bisericești scrise de diferite autori, în special de Lodovico Viadana
- Himnarium - o colecție poezii religioase în limba latină și maghiară
- Herbariu Maghiar - anexă la Ortus Sanitatis Venetiis (1511), o carte de botanică în limba latină. Sunt descrise efectele curative ale unor plante medicinale.
- ABC-ul secuilor de odinioară - scrisul secuiesc (s-a pierdut)
- Istoria Custodiei - glose temporane
- Casă aurie - carte de rugăciuni și cântece pentru enoriași
- Hortulus Devotionis (1669) - carte de rugăciuni scrisă de Caioni însuși

Acestora li se alătură manuscrise liturgice, predicații, adnotații ș.a.